# Parco nazionale dei Bassi Tatra
Il parco nazionale dei Bassi Tatra (in slovacco Národný park Nízke Tatry, abbreviato in NAPANT) è un parco nazionale della Slovacchia centrale, tra le valli dei fiumi Váh e Hron. Il parco e la sua zona cuscinetto comprono l'intera area dei Bassi Tatra. Il parco nazionale si estende per 728 km², con ulteriori 1 101 km² come zona "cuscinetto", con un minore livello di protezione: si tratta del più grande parco nazionale dell'intera Slovacchia. La sede del parco è nella città di Banská Bystrica.
Ricade nelle regioni di Banská Bystrica, Žilina e Prešov. Il monte più elevato è il Ďumbier (2 043 m s.l.m.). Inoltre 4 importanti fiumi slovacchi nascono sotto il monte Kráľova hoľa: Váh, Hron, Hnilec e Hornád.

## Storia
Il processo di protezione dei Bassi Tatra è cominciato con dei primi tentativi tra il 1918 e il 1921 e poi subito dopo la seconda guerra mondiale. Nel 1963 ci fu la proposta di creare un parco nazionale per quella zona col nome di "Parco nazionale della Slovacchia centrale". Tra il 1965 e il 1966, ci fu l'idea del parco nazionale del Ďumbier, con l'obiettivo di includervi la parte centrale della catena montuosa. La proposta venne rimodulata in modo tale da creare il parco in occasione del venticinquesimo anniversario dell'insurrezione nazionale slovacca, ma ci vollero ulteriori 10 anni per superare i diversi ostacoli che ostruivano il suo processo istitutivo. Il parco venne poi creato col decreto 119 del 1978 della Repubblica socialista slovacca, con una superficie di 81 095 ha e una zona di protezione ulteriore di 123 990 ha. Lo status di parco nazionale venne concesso formalmente nello stesso anno, col decreto 120/1978 del ministero della cultura slovacco. Con questo provvedimento si definirono le condizioni di protezione per alcune aree in particolare.
I confini del parco vennero rivisti il 17 giugno 1997, tramite il decreto 182/1997 del governo della Repubblica slovacca. La superficie venne ridotta a 72 842 ha e l'area di protezione a 110 162 ha, ovvero un taglio rispettivamente di 8 253 e 13 828 ha.

## Il parco

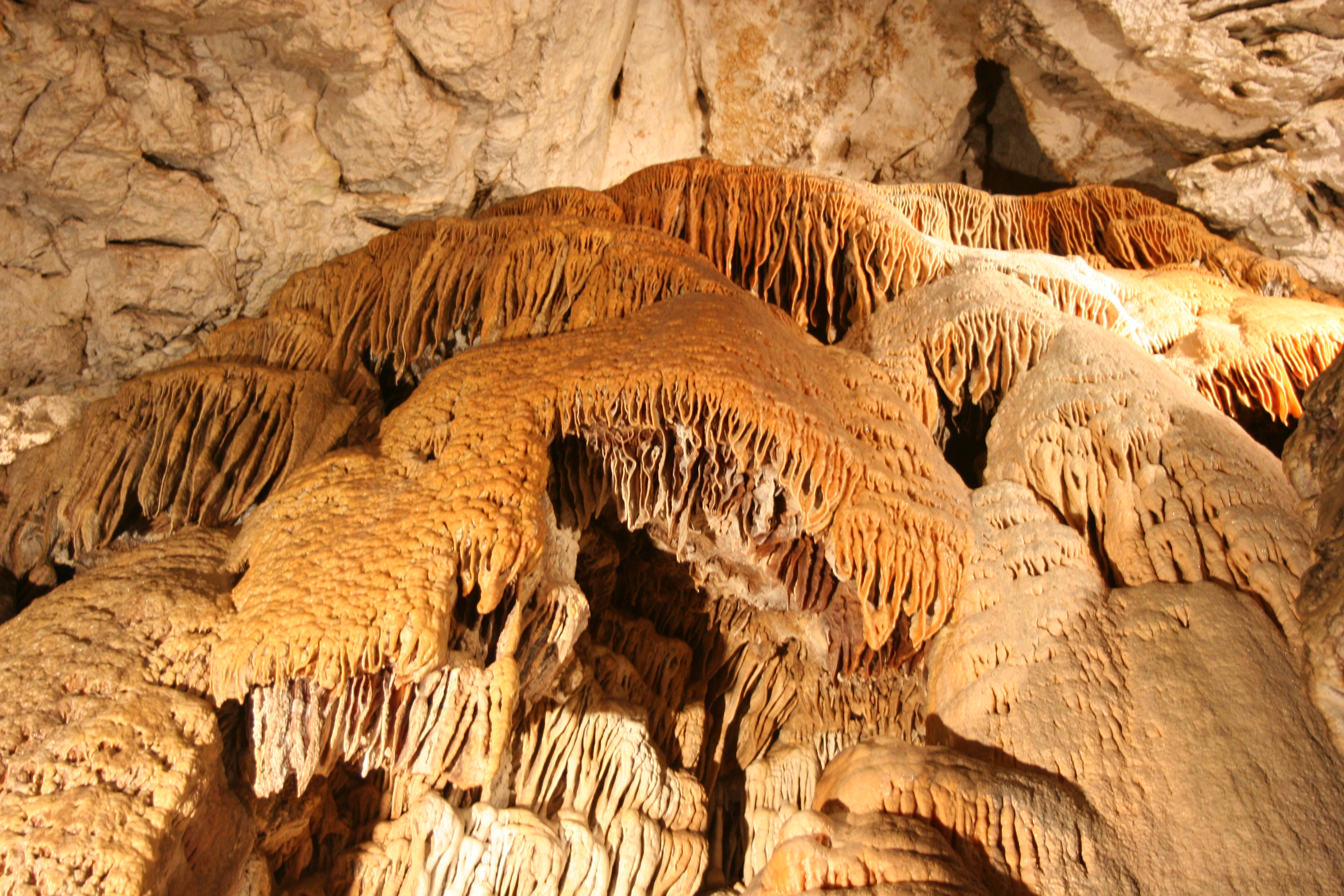
Interno della grotta della libertà di Demänovská Dolina

Il parco consente di poter praticare diverse attività sportive. Alcune località all'interno del parco includono Jasna Bassi Tatra, Tále, Demänovská Dolina e Čertovica. Ci sono delle grotte aperte al pubblico, quali Demänovská jaskyňa Slobody (grotta della libertà di Demänovská), Demänovská ľadová jaskyňa (grotta di ghiaccio di Demänovská), la grotta di Bystrá e la grotta di Važec.

### Aree protette
All'interno del parco e nell'area di protezione sono state istitutite diverse zone protette, per 98,89 km² complessivi.